# Аршак I (царь Парфии)
Аршак I (устар. Арсак; др.-греч. Ἀρσάκης, парф. 𐭀𐭓𐭔𐭊; ум. в 217, 214 или 211 г. до н. э.) — правитель Парфии и вождь племени парнов из династии Аршакидов, основатель и эпоним династии.
Источники расходятся во мнении о происхождении Аршака, версия о происхождении от Ахеменидов, которой придерживались сами парфянские цари, не находит подтверждения у современных историков. Он смог стать вождём племени парнов из конфедерации дахов и одержать победу во внутриплеменной борьбе. После этого Аршак покорил Парфию и Гирканию, на территории которых создал собственное государство. Первоначально вождь находился в соперничестве с царём Греко-Бактрии Диодотом I, однако после его смерти заключил с наследником царства антиселевкидский союз. В ходе долгой войны Аршак разбил селевкидского монарха Селевка II.
Парфяне считали Аршака I основателем Парфянского царства. Его наследником, согласно наиболее распространённой версии, стал сын Аршак II.

## Происхождение. Ранние годы

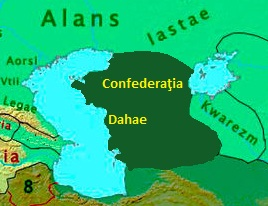
Земли конфедерации дахов

Период правления первых Аршакидов, равно как и их приход к власти, не описан подробно в античных источниках. Из-за этого исследователи опираются на изначально небеспристрастные, а порой и откровенно враждебные к парфянам греческие и римские фрагментарные сочинения. Античные источники дают разные ответы на вопрос, кем же был по происхождению Аршак и его династия. Так Аммиан Марцеллин и Юстин называли его захватившим регион у селевкидского сатрапа Парфиены Андрагора разбойником. Страбон писал, что он является то ли бактрийцем, который «счёл невыносимым» возвышение Диодота I и поэтому перебрался в Парфию, где взял лидерство над провинцией и начал восстание против державы Селевкидов, то ли вождём кочевого племени парнов из конфедерации дахов, который захватил регион незадолго до восшествия Диодота на престол. Согласно ещё одной версии, известной благодаря Юстину, он был потомком Андрагора. Ещё одна версия известна из ныне утраченной «Парфики» Арриана, которую по разному передавали два автора — Фотий и Синкелл. Согласно эпитоме Фотия, «Аршак и Тиридат были братьями, сыновьями Фрияпатия, сына Аршака». Синкелл при этом дополняет, что они были якобы потомками Артаксеркса. Назначенный Антиохом Теосом сатрап нанёс одному из них оскорбление, которое и привело к восстанию против власти Селевкидов и основанию новой державы. Античная версия о происхождении Аршакидов от Ахеменидов, которой придерживались сами парфянские цари, не находит подтверждения у современных историков. Обычно упомянутого Синкеллом предка историки идентифицируют как Артаксеркса II, хотя не исключено, что речь идёт об Артаксерксе I.
Ряд версий о происхождении династии Аршакидов приводят средневековые арабские и иранские писатели, причём некоторые из них могли озвучить несколько противоречащих одно другому утверждений в различных трудах. Так, Фирдоуси и ат-Табари называли Аршакидов потомками легендарного Кей-Кобада из династии Кеянидов; ас-Саалиби — его сына Кей-Араса; ат-Табари и аль-Бируни — сына Хумай Дары; Фирдоуси и аль-Бируни со ссылкой на «анонимного авторитета» — потомками Араша Лучника. Первые две версии представляют классические народные эпопеи, идентичные историям иранских народов о Кире и Сасане. Последняя — связана со схожестью имён царя и мифологического персонажа, а также с помещением на парфянские монеты изображений лучника.
В историографии существуют две версии о происхождении племени парнов, к вождям которых, о чём свидетельствует одно предложение из Бундахишны, принадлежал Аршак. Согласно первой, которая находит подтверждение в нумизматических, ономастических и эпиграфических данных, парны принадлежали к местным иранским народам. По другой, парны прибыли в Парфию с севера, приняли язык и культурные элементы покорённых народов, в том числе и, более развитую, по сравнению с язычеством, религию зороастризм. Историк А. Шахбази утверждал, что парны к моменту возникновения парфянской державы в середине III века до н. э. ассимилировались с парфянами, носили преимущественно иранские имена.
Мэри Бойс считала, что сам Аршак, вполне вероятно, родился уже в Парфии и разговаривал на парфянском языке. Его отца звали Фрияпит. Некоторые авторы называют Аршака «наёмником», а историк Жером Гаслен, посчитав это «привлекательной гипотезой», писал, что он мог принадлежать к политической элите Парфии и значительную часть своей молодости провести в землях Селевкидов. Юстин также определял Аршака как человека «неопределённого происхождения, но испытанной доблести», который «жил грабежом и разбоем». Аналогично его описывал и Аммиан Марцеллин. Таким образом, античные авторы характеризовали Аршака опытным воином. Учтя, что дахских элитных конных лучников регулярно нанимали греки, начиная с Александра и вплоть до Антиоха Великого, историк Марек Ольбрыхт предположил, что Аршак мог быть наёмником на службе у Селевкидов и даже повоевать в землях Малой Азии и Леванта. Он же писал и о том, что Аршак мог служить у сатрапа Бактрии, с чем могут быть связаны и версии о бактрийском происхождении основоположника династии парфянских царей.

## Имя
Римские авторы, такие как Юстин и Аммиан Марцеллин, подчёркивали происхождение и значение самого имени «Аршак», которое они сравнили с римским именем «Август» и одноимённым титулом. Юстин и вовсе сопоставил его с Ромулом, Александром Великим и Киром Великим. Это говорит о том, что парфяне хотели не только увековечить имя своего предка в династии, но и превратить его в титул, обязательный для ношения всеми его потомками. Это имя имеет авестийские корни и является уменьшительной формой древнеиранского слова «герой», что позволило Аршакидам ассоциировать себя с Арашем Лучником и династией Кеянидов, память о которых ещё жила и среди оседлых иранцев, и среди ираноязычных народов степей. В дальнейшем все правившие Парфией члены династии стали принимать имя «Аршак» после прихода к власти.

## Правление

### Становление власти

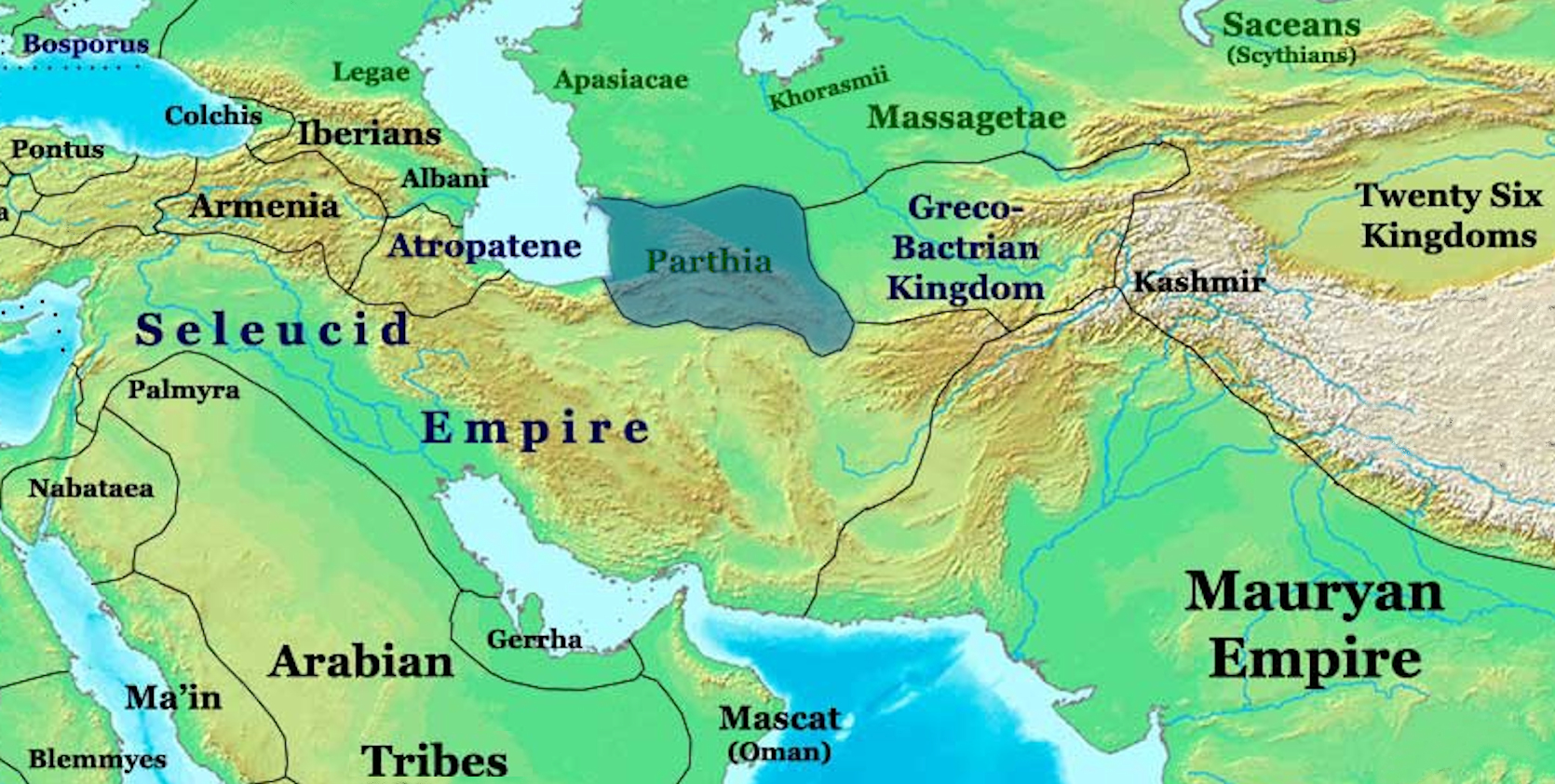
Парфия на карте Среднего и Ближнего Востока

Существует несколько версий событий, предшествовавших становлению власти Аршака в регионе. По одной из них, в 250-х годах до н. э. произошли восстания Диодота I, провозгласившего себя независимым царём Бактрии, и Андрагора, который мог желать независимости Парфии-Гиркании от Селевкидов. Эти восстания стали бы для других князей Персиды показателем слабости греческой династии. В 250 году до н. э. произошло второе в истории нападение парнов на земли Парфии. Престиж Селевкидской державы также ослабила победа Птолемеев, которые в 246—245 годах до н. э. включили Сузы и Вавилон в состав эллинистического Египта. Поражение Селевкидов в Третьей Сирийской войне с Египтом и последовавшая за этим гражданская война за престолонаследие поставили империю на грань полного исчезновения.
В историографии нет ни точной датировки восстаний Андрагора и Диодота I, ни единого мнения о том, действительно ли восстал Андрагор. В монографии советского ираниста М. М. Дьяконова 1961 года написано, что провозглашение независимости Андрагором произошло в 245 году до н. э. Российский историк И. В. Пьянков в 2013 году писал, что на сегодняшний день среди исследователей есть ощутимый консенсус, что Андагор действительно отпал, «скорее всего, в 247 году до н. э.», ознаменовав «первое отпадение парфян». Факт одновременного провозглашения двух людей правителями Парфии, по его словам, не противоречит логике — Андрагор стал им в Гекатомпиле, в то время как Аршак вместе с осевшими в долине Оха дахами правил Несеей и Аставеной. В то же время А. С. Балахванцев в 2018 году уже писал, что имеющийся набор источников не даёт оснований полагать то, что Андрагор действительно объявил о независимости своей сатрапии от Селевкидов. Человек с таким именем чеканил свои монеты как властитель Парфиены, что дало основание П. Гарднеру в 1886 году назвать его бывшим наместником от Селевкидской державы и, соответственно, независимым правителем. Впрочем, уже на тот момент существовали и другие точки зрения о принадлежности монет некоему другому Андрагору, либо об их поддельном характере. В дальнейшем Гарднера и его теорию поддержал У. Вилькен, а затем она получила признание в историографии, что было связано, в том числе, с дискредитацией версии Юстина о том, что Андагор был основателем династии Аршакидов. Однако сторонники этой версии всё же опирались на него и указывали, что раз Юстин аж два раза упоминает об отпадении парфян от Селевкидов, а затем об убийстве якобы их властителя, то из этого следует и независимость последнего на момент нападения Аршака. Однако эти исследователи игнорируют, что Юстин называет Андрагора «префектом», что всегда применялось им только по отношению к зависимым правителям, а также что в качестве мотива нападения парфян было «исчезновение страха» перед царём, что как раз совпало с поражением Селевкидов при Анкире, и если бы Андрагор был независим, то непонятно, зачем Аршаку было бояться поддержки со стороны Селевка II. Это поражение скорее, наоборот, означало бы, что мятежный сатрап напал бы всеми силами на парнов, более не опасаясь удара от греков с запада. Подобная мотивация логична лишь если Андрагор сохранял верность до самого конца, что Балахлавцев считает доказанным, как и то, что именно Аршак стал первым независимым правителем Парфии. О дате восстания Диодота и отделения Бактрии от Селевкидов тоже нет консенсуса в историографии. Историк Н. Овертум датировал восстание Диодота I 238 годом до н. э., назвав его причиной появление в регионе парфян и неспособность центральной власти защитить восточные сатрапии. В том же году свою независимость провозгласил и династ Пергама Аттал.
В описываемое время между парнами, которые в начале III века до н. э. переселились на берега Оха, часто возникали междоусобные столкновения. На этом фоне каждый клан собирал дружины из местных юношей, основным занятием которых стали военные действия. По мнению Балахванцева, таким образом во главе одного из кланов мог оказаться благодаря своей доблести человек незнатного происхождения, который и стал вождём всех парнов с именем Аршак. Так или иначе, покончив с меж- и внутриплеменной враждой и покорив земли близ реки Атрек, Аршак короновался как король Асаака, города, в котором позже была основана царская погребальница. Местоположение этого города достоверно неизвестно, однако современные исследователи склонны полагать, что он располагался недалеко от современного Кучана. По широко представленному в науке мнению историков, именно коронация Аршака в Асааке, располагавшемся в сатрапии Аставене, стала точкой отсчёта появления на мировой арене династии Аршакидов. Около 239 года до н. э., после сокрушительного поражения Селевка II под Анкирой объединённому войску его брата Антиоха Гиеракса и галатов, Аршак во главе своего клана (согласно Юстину) направился в земли Парфии. Наиболее привлекательными для овцеводов-парнов были земли на стыке Парфиены и Гиркании, однако, предвосхищая богатую добычу, Аршак направился с армией к Гекатомпилу. Там он разбил в бою армию Андагора, который пал во время сражения, и после этого захватил значительную часть Парфии. Эти земли стали домом для племени парнов, которые в греческих и римских источниках стали называться парфянами.
Античные источники приводят разные даты прихода Аршака к власти в Парфии и переселения парнов. Аммиан Марцеллин писал о времени правления Селевка I Никатора, однако это замечание в историографии считается неправдоподобным. Утверждение из энциклопедии «Суда» о том, что парфяне пришли к власти после 293 лет господства Александра и его военачальников, то есть во второй половине I века до н. э., также недостоверно. Большинство учёных пытается провести синхронизацию указанных дат в античных источниках, предполагая, что начало парфянской государственности следует датировать либо последними годами правления Антиоха II, либо началом правления его наследника Селевка II. Сами парфяне точкой отсчёта своей государственности считали весеннее равноденствие 247 года до н. э., то есть 14/15 апреля. Существует несколько версий относительно того, какое важное для парфян событие произошло в этот день. П. Гарднер считал, что это дата начала парфянского восстания против сюзеренитета Селевкидов, У. Тарн в своё время — дата коронации Тиридата, брата Аршака, а И. В. Пьянков в 2013 году — время коронации самого Аршака, Д. Бивар — объявление Аршака царём парфян. Последний также высказал мнение о том, что объявление Аршака царём произошло на год позже, когда умер Антиох II, а день весеннего равноденствия 247 года до н. э. был вписан в парфянскую летопись «задним числом».
К моменту покорения Парфия делилась на полиэтнические социальные классы, в которых греки не занимали господствующее положение над иранцами, в связи с чем последние не считали парнов своими освободителями. Скорее они относились к ним с недоверием, так как до этого кочевники совершали налёты и грабежи на их землях. Жители Парфиены и Гиркании, которые опасались, что кочевники превратят их земли в большое пастбище, оказали захватчикам сопротивление. Страбон писал, что «вначале Арсак был бессилен, непрерывно воюя с теми, у которых он отнял землю». Современные историки игнорируют этот фрагмент древнегреческого историка, не считая сопротивление местного населения существенным. Польский историк М. Ольбрыхт отклонил данные Страбона и решил, что между иранцами — как кочевниками, так и местными народами — был достигнут компромисс для борьбы с греками. Балахванцев посчитал, что игнорировать эти данные не стоит, и что парфяне не удовлетворились лишь конфискацией незначительного количества земель греко-македонян, а значит вступили в тяжелую борьбу с местным населением.
Покорённый регион, при всех его недостатках, обладал выгодным для дальнейшей экспансии во все стороны стратегическим положением, однако при этом был крайне уязвимым для нападения из-за своего «центрального положения». Тем не менее, через некоторое время после покорения Парфии под власть Аршакидов попала Гиркания. Власть над этими двумя регионами позволила Аршаку собрать значительную армию, которая защищала государство от контрударов Селевкидов с запада и от наступления греко-бактрийцев с востока. Столь резкий успех парфян разрушил хрупкий баланс сил на Среднем Востоке.

### Контрнаступление Селевка II

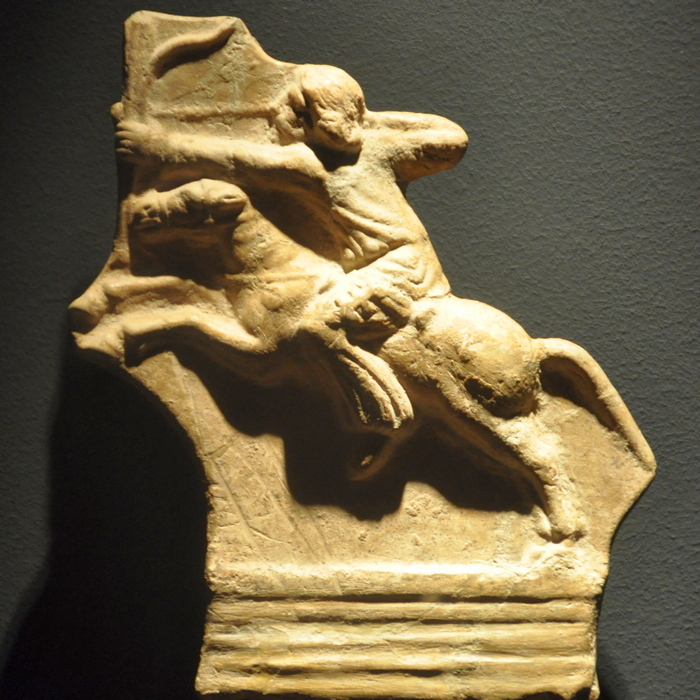
Парфянский конный лучник

Завоевание Гиркании парфянами несло угрозу для владений Селевкидов в Мидии и Месопотамии, а также недавно возникшему Греко-Бактийскому царству. Однако Аршак не мог вести войну на два фронта. Он начал подготовку к вторжению в Бактрию. Войне помешала внезапная смерть Диодота I. Его преемник заключил вначале мир, а затем и союз с парфянами, который оказался достаточно длительным, вплоть до свержения и казни Диодота II.
Около 236 года до н. э. Селевк II и его брат Антиох Гиеракс подписали мирное соглашение, что дало возможность Селевку II начать подготовку к походу на восток и возвращению там своих владений. В историографии нет единого мнения о дате начала похода Селевка. Дройзен, Низе, Массон, Бокщанин, Фарук и др. писали, что оно произошло уже в 238—237 годах, в то время как Тарн, Бикерман, Дибвойз, Альтхайм и др. датировали наступление 232—227 годами до н. э. Ответ на вопрос о точной дате, по словам Н. Овертума, могут дать Вавилонские астрономические дневники, в которых есть записи о борьбе между различными группами в войсках Селевка II. Историк писал, что произошедшие в 235 году восстания в селевкидской армии могли быть предтечей вторжения, а в 229 году до н. э. — реакцией на его исход. В то же время последнюю из часто упоминаемых датировок — 232—227 года — историк посчитал излишне поздней и датировал вторжение на Иранское плато 235/34 — 229/28 годами до н. э.
Деталей кампании в источниках сохранилось мало, но её описание у большинства исследователей разнится лишь в деталях, а общая её суть практически одинакова. Начало контрнаступления было удачным для греков. Селевку II удалось после окончательного подавления сопротивления в Мидии и Вавилонии отвоевать большую часть Парфии и заставить кочевников увести свою армию обратно в степи. Так Страбон писал о том, что Аршак бежал в земли племени апасиаков, спасаясь от Селевка. Ряд авторов пишут о том, что Селевку удалось нанести врагу полное поражение или даже сделать их вассальным государством, однако для такого предположения нет оснований. Греко-римские источники, напротив, рассказывают о поражении селевкидского монарха. Н. Овертум указывает, что Аршак обладал незначительными ресурсами. Соответственно, если бы он потерял войско, то не смог бы собрать следующее. Поэтому историк высказал предположение, что Аршак отступил без сражения, либо после незначительных вооружённых столкновений. Возможно, бегство Аршака, который до этого готовился к войне, без поражения в решающем сражении выглядит странным. Однако, по мнению Н. Овертума, этот отход стал одним из первых примеров применения парфянами тактики «притворного отступления» и «отдельных поражений для общей победы». В связи с этим слова Страбона о бегстве Аршака после поражения могли быть лишь «поверхностным преувеличением реальных мотивов». Гаслен также писал, что этот отход мог быть стратегическим, так как у Селевка явно не было ни сил, ни времени для преследования парфян. После этого парфяне нанесли поражение Селевкидам, которое стало для них неожиданностью. Об этом событии рассказывают как Юстин, так и путающий Селевка II с Селевком I Аммиан. Некоторые авторы (например, польский историк Юзеф Вольский и Джеффри Лернер) писали, что в отражении атаки Аршаку I помог его новый бактрийский союзник, однако из имеющихся источников точно это установить невозможно. Если это действительно было так, то кульминационные моменты войны происходили ближе к парфяно-бактрийской границе, в восточной части Парфии. Историки выделяют несколько возможных причин, которые заставили греков отказаться от дальнейшей войны за Парфию. Это могло быть восстание Стратоники Македонской, либо окончание перемирия с Антиохом Гиераксом и его вторжение в Месопотамию. Первой версии придерживались Низе, Альтхайм, Гиршман, Гутшмид и др., второй — Э. Бивен, Бокщанин и др.
Одним из возможных результатов похода парфян мог стать плен Селевка II. О плене некоего Селевка упоминает Афиней (его данные являются основными при предположении). Однако Евсевий, рассказывая о плене Селевкида у Аршакидов, упоминает другого персонажа — сына Антиоха VII Сидета, который потерпел сокрушительное поражение веком позже. Первую версию признавали такие учёные как П. Гарднер, М. Лернер, Н. Овертум и др., вторую — O. Буше-Леклерк и Ф. Штелин. Историки, которые признают возможность плена Селевка II считают, что после разгрома царь обменял свою свободу на признание независимости Парфии и Бактрии. Сторонники признания победы в войне между Парфией и государством Селевкидов за Селевком, который «извлёк максимальную выгоду», опираются, в частности, на факт того, что в 217 году до н. э. в селевкидской армии сражались дахи. То есть парфяне, по их мнению, должны были дать Селевку возможность набора армии и наёмников в их землях. Однако ряд исследователей считает, что набрать наёмников он мог и в других землях, например в Гиркании, которую Селевкиды могли частично контролировать. При этом данные о вассальном статусе Парфии опровергаются тем фактом, что парфяне не участвовали в битве при Рафии 217 года до н. э. Четвёртой Сирийской войны между Селевкидами и Египтом. Так или иначе, согласно Юстину, день победы стал для парфян официально празднуемой датой независимости страны.

### Последние годы и престолонаследие

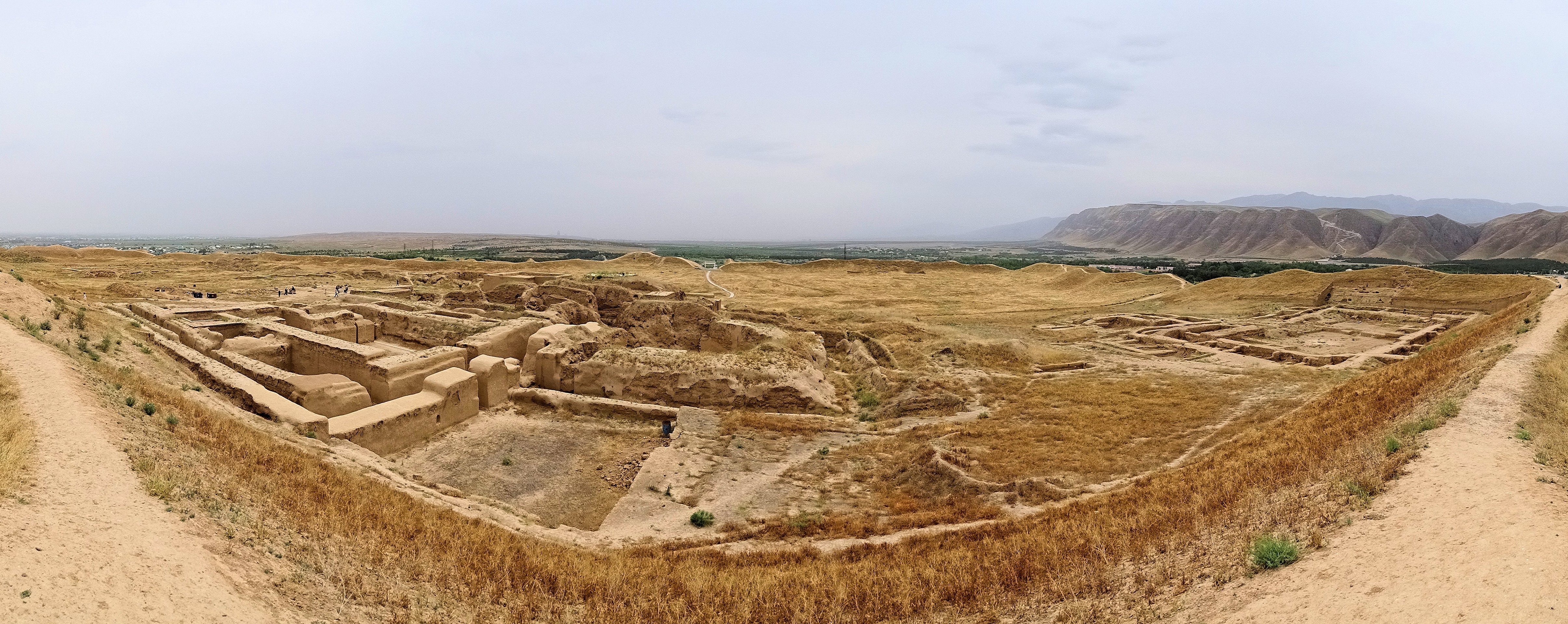
Современный вид на руины Нисы, бывшей царской резиденции Парфии

С поражением Селевка II Аршаку удалось частично расширить свою территорию дальше на юг. В частности, он покорил территории Селевкидов вплоть до Каспийских ворот и повторно завоевал Парфию после того, как был изгнан из неё Селевкидами. Фактически именно с этого момента началась парфянская государственность. Он основал поселение Дара, Ниса стала царской резиденцией, а сам Аршак получил гордый титул «Отец нации». Он умер до начала Восточного похода Антиоха III, по разным данным в 217, 214 или 211 году до н. э.
Согласно традиционной истории Парфии, восстание против Андрагора возглавляли два брата, Аршак и Тиридат. После этого в неизвестную дату Аршак умер, а престол перешёл к его брату Тиридату, который царствовал до 211 года до н. э., передав трон Артабану I. Из-за отрывочного характера источников, повествующих об этом периоде, на свет появились ряд противоречащих гипотез. Первая, ныне отвергнутая, рассматривает Аршака как фигуру легендарную, а его брата — как основного правителя царства. Другая же гипотеза, которую развил Юзеф Вольский, отрицает историчность и Артабана, и Тиридата, рассказывая о том, что Аршак I правил более 30 лет, а его наследником стал сын того же имени. В 1983 году Д. Бивар, несмотря на правдоподобность этой теории, назвал её неоднозначной и в своих династических таблицах привёл и первую, и вторую хронологию правителей. Однако в дальнейшем гипотезу Вольского приняли, и она стала господствующей. Подавляющее большинство исследователей называет Аршака I и Аршака II первыми правителями Парфии, а Тиридата и Артабана — вымышленными правителями. Тиридата, брата Аршака, стали считать реальным человеком, но при этом никогда не правившим, а наследником престола — Аршака II, которому уже наследовал Аршак III, внук Тиридата.

## Монеты

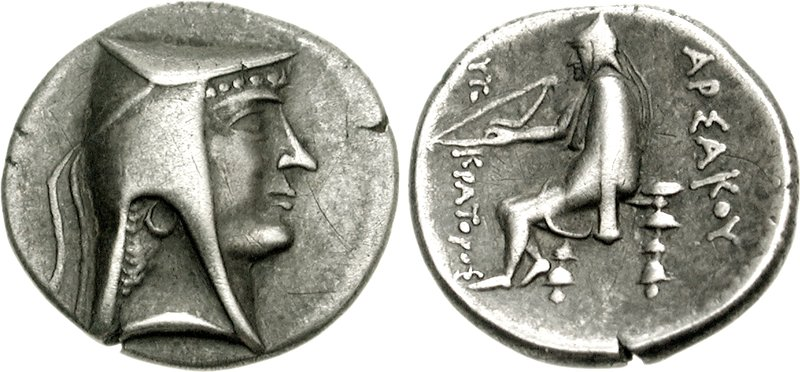
Драхмы Аршака I, отчеканенные в монетном дворе Нисы

Монеты Аршака I послужили прототипом для всех последующих монет династии Аршакидов. Их внешний вид был заимствован у Селевкидов и некоторых ранних сатрапов времён династии Ахеменидов, однако внесённые первым парфянским царём новшества позволили отличить его монеты от предыдущих. На своих денежных знаках Аршак носит одеяние сакского покроя, но при этом сидит на табурете (на ранних монетах) или омфале (на более поздних), как и ахеменидские сатрапы Парфии. Его монеты несколько националистичны и намеренно отличают его от Селевкидов. На них используется титул «Карни», носимый верховными полководцами Ахеменидов, например Киром Младшим, что, по мнению Х. Резакхани, может говорить о временном подчинении парфян Селевкидам, а также является единственным свидетельством использования этого титула Аршакидами. М. Ольбрыхт писал, что используя этот титул, Аршак намеренно отказывался от селевкидской традиции называть себя басилевсом или «царём», поскольку для иранцев это был второстепенный титул, но при этом ставил себя выше сатрапа.
Монеты чеканились из серебра и бронзы. На серебряных драхмах Аршака, которые стали основным номиналом Аршакидов, на аверсе изображен его безбородый профиль, смотрящий вправо, подобно изображениям селевкидских царей на монетах. На реверсе изображён лучник, который сидит аналогично профилю, но смотрит уже влево. В историографии нет однозначного ответа, сам Аршак это или легендарный Араш Лучник. Как и на монетах Селевкидов легенда начертана на греческом и расположена вертикально. Эта легенда содержит слова «kāran» на персидском и «αὐτοκράτωρ» на греческом. По мнению М. Ольбрыхта, она означает правителя, добившегося власти военным путём. А. С. Балахванцев предположил, что легенда свидетельствует о неограниченной власти Аршака, которую ему даровало народное собрание парнов Однако монеты в любом случае сразу распознаются как деньги негреческого происхождения благодаря одежде — башлыку на голове Аршака и иранскому ездовому костюму на лучнике.
С самого начала своего правления в парфянском регионе Аршак I носил диадему и башлык и после захвата Гекатомпила чеканил собственные монеты, в связи с чем он не мог быть на тот момент зависим от Селевкидов, которые вряд ли бы позволили бы Аршаку иметь подобные атрибуты власти. Диадему носил ещё его предшественник Андрагор. М. Ольбрыхт писал, что это было показателем его амбиций на обладание царской властью, как и в дальнейшем показателем царской власти Аршака. А. С. Балахванцев же посчитал, что предложение о том, что Аршак всё же получил царский титул как другие властители бывших территорий Селевкидов, но не нанёс его непосредственно на монеты «представляется беспрецедентным и невероятным», в связи с чем, по его мнению, Аршак так и не был провозглашён царём.

### Комментарии
1. ↑  В первый раз парны напали в 282 году до н. э., однако снаряжённая греками экспедиция во главе с Демодамом смогла нанести кочевникам поражение[18].
2. ↑  «рассказывая историю царя Селевка, — о том, как, пойдя походом на Мидию, тот был побежден Аршаком и долгое время жил у него в плену, где с ним, впрочем, обращались по-царски»[56].